# Shenzhou 18
Shenzhou 18 (en chino simplificado, 神舟十八号; pinyin, Shénzhōu Shíbā-hào; literalmente, ‘Divine Boat Number 18’) es un vuelo espacial chino a la estación espacial Tiangong, lanzado el 25 de abril de 2024, cerca del final de la misión Shenzhou 17. Llevó a tres taikonautas a bordo de una nave espacial Shenzhou. La misión es el decimotercer vuelo espacial chino tripulado y el decimoctavo vuelo en general del programa Shenzhou.

## Trasfondo
Shenzhou 18 se lanzó antes de la finalización de la misión anterior, Shenzhou 17. Está previsto que dure unos seis meses, como es habitual en las misiones de Shenzhou a Tiangong. Partirá tras la llegada de la tripulación del Shenzhou 19.
La tripulación del Shenzhou 18 está formada por Ye Guangfu, Li Cong y Li Guangsu.

## Misión
La misión se lanzó desde el Centro de Lanzamiento de Satélites de Jiuquan a bordo de un cohete Larga Marcha 2F a las 20:59 hora de Beijing (UTC+8). La nave espacial Shenzhou se acopló al módulo central Tianhe de la estación, donde ingresará la tripulación antes de la salida de Shenzhou 17.

## Tripulación
| Puesto               | Miembros de la tripulación     | Miembros de la tripulación     |
| -------------------- | ------------------------------ | ------------------------------ |
| Comandante           | Ye Guangfu, CMSA Segundo vuelo | Ye Guangfu, CMSA Segundo vuelo |
| Operador             | Li Cong, CMSA Primero vuelo    | Li Cong, CMSA Primero vuelo    |
| Operador del sistema | Li Guangsu, CMSA Primero vuelo | Li Guangsu, CMSA Primero vuelo |

El 24 de abril de 2024, la CMSA anunció la tripulación de la misión Shenzhou 18 durante una conferencia de prensa en Jiuquan, China.